# L'archipel
L'archipel je uredski neboder u izgradnji smješten u poslovnoj četvrti La Défense blizu Pariza u Francuskoj (upravo u Nanterreu). Predviđen za proljeće 2021., toranj će biti visok 106 metara.
Bit će domaćin globalnom sjedištu tvrtke VINCI.

## Vanjske poveznice
- L'archipel